# 北宋庄龙母寺
北宋庄龙母寺，位于中华人民共和国山西省大同市新荣区古店镇北宋庄村，已列为山西省文物保护单位。

## 保护
2016年6月6日，北宋庄龙母寺由山西省人民政府公布为第五批山西省文物保护单位，编号5-36。